# In the Spirit of Things
In the Spirit of Things es el undécimo álbum de estudio de la banda estadounidense de rock progresivo Kansas y fue publicado en formato de disco de vinilo y disco compacto por MCA Records en 1988.
Este álbum contiene canciones de temática histórica como «Ghosts» y «One Big Sky», las cuales cuentan de una inundación que ocurrió en la ciudad de Neosho Falls, Kansas en 1951.  Después de la grabación de In the Spirit of Things, Steve Morse abandonó la banda para perseguir sus propios objetivos personales.
In the Spirit of Things recibió mucha promoción, sin embargo, aún con toda la gran promoción que se le proporcionó, no logró colocarse en el gusto del público y por ende, alcanzar una buena posición en las listas de Billboard, pues solo consiguió meterse en el Billboard 200 en el 114.º lugar.  De este disco se publicaron tres sencillos: «Stand Beside Me», «House on Fire» y «I Counted on Love».
«Stand Beside Me» fue el único de los tres sencillos que se lanzaron de este álbum que si logró entrar en las listas de popularidad, aunque lo hizo en el Mainstream Rock Tracks en la posición 13.º.

## Recepción de la crítica
El crítico de Allmusic Stephen Thomas Erlewine mencionó en su reseña que el álbum «era uno de los más consistentes del grupo y que fácilmente éste era de los más destacado de aquellos días».  También criticó la fecha de producción del álbum y que los sencillos de este disco no entraran al Billboard Hot 100.

## Lista de canciones

### Lado A
| Side one |                      |                                                  |          |  |
| N.º      | Título               | Escritor(es)                                     | Duración |  |
| 1.       | «Ghosts»             | Steve Walsh / Steve Morse / Bob Ezrin            | 4:18     |  |
| 2.       | «One Big Sky»        | Walsh / Phil Ehart / Ezrin                       | 5:17     |  |
| 3.       | «Inside of Me»       | Walsh / Morse                                    | 4:42     |  |
| 4.       | «One Man, One Heart» | Dann Huff / Mark Spiro                           | 4:20     |  |
| 5.       | «House on Fire»      | Walsh / Ehart / Morse / Ezrin                    | 4:42     |  |
| 6.       | «Once in a Lifetime» | Antonina Armato / Albert Hammond / Dennis Morgan | 4:14     |  |

### Lado B
| Side one |                        |                             |          |  |
| N.º      | Título                 | Escritor(es)                | Duración |  |
| 7.       | «Stand Beside Me»      | Bruce Gaitsch / Marc Jordan | 3:28     |  |
| 8.       | «I Counted on Love»    | Walsh / Morse               | 3:33     |  |
| 9.       | «The Preacher»         | Walsh / Morse               | 4:18     |  |
| 10.      | «Rainmaker»            | Walsh / Morse / Ezrin       | 6:44     |  |
| 11.      | «T.O. Witcher»         | Walsh / Morse               | 1:39     |  |
| 12.      | «Bells of Saint James» | Walsh / Morse               | 5:39     |  |

## Créditos

### Kansas
- Steve Walsh — voz principal y teclados
- Steve Morse — guitarra y coros
- Rich Williams — guitarra
- Billy Greer — bajo y coros
- Phil Ehart — batería

### Músicos adicionales
- Kerry Brock — coros
- James Cleveland — coros
- Coro Comunitario del Sur de California — coros
- Steve Croes — synclavier y teclados
- Bob Ezrin — coros y percusiones
- Ricky Keller — sintetizadores
- John Pierce — bajos con y sin trastes
- Greg Robert — coros y teclados
- Christopher Yazelow — sintetizador Kurzweil

### Equipo de producción
- Phil Ehart — productor
- Bob Ezrin — productor, ingeniero de sonido y mezclador
- Greg Ladanyi — productor y mezclador
- Paul Maxon — productor y fotógrafo
- Stan Katayama — ingeniero de sonido e ingeniero asistente
- Bob Loftus — ingeniero de sonido
- Brendan O'Brien — ingeniero de sonido
- Garth Richardson — ingeniero de sonido y mezclador
- Lawrence Fried — ingeniero asistente
- Edd Miller — ingeniero asistente
- Stephen Marcussen — masterización
- Doug Sax — masterización
- Ricky Keller — programador de batería y teclados
- Greg Robert — programador de teclados
- Robert Hrycyna — supervisor técnico y de producción
- Jack Adams — asistente del equipo de producción
- Storm Thorgerson — director de arte
- Tomy May — fotógrafo
- Glenn Wexler — fotógrafo
- Derek Burnett — fotógrafo
- Jon Crossland — estilizador

## Listas

### Álbum
| Año  | País           | Lista         | Posición máxima |
| ---- | -------------- | ------------- | --------------- |
| 1988 | Estados Unidos | Billboard 200 | 114.º           |

### Sencillos
| Año  | País           | Sencillo          | Lista                  | Posición máxima |
| ---- | -------------- | ----------------- | ---------------------- | --------------- |
| 1988 | Estados Unidos | «Stand Beside Me» | Mainstream Rock Tracks | 13.º            |